# Ledningsgata

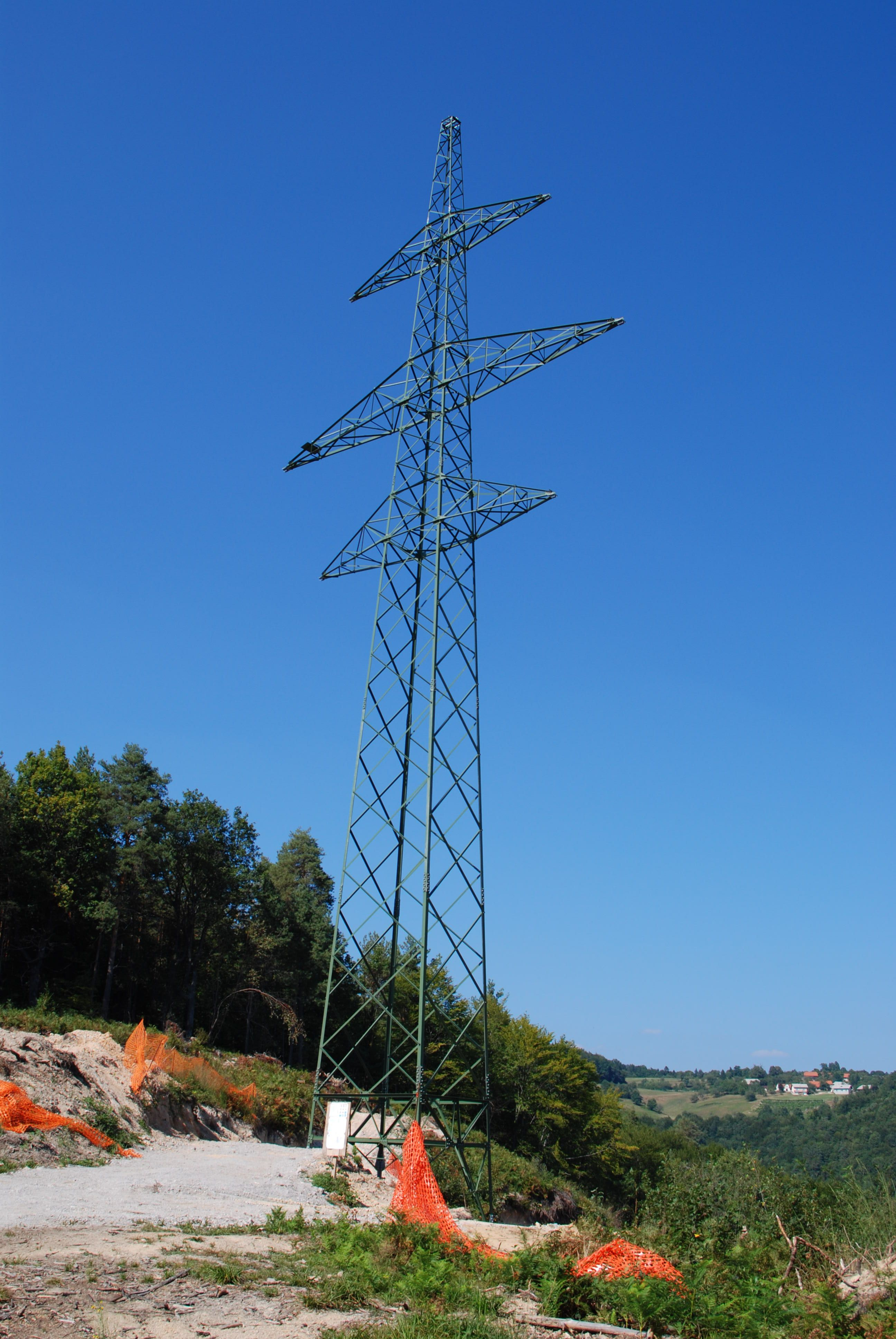
Uppförande av en kraftledning i Slovenien i en ledningsgata i skogen.

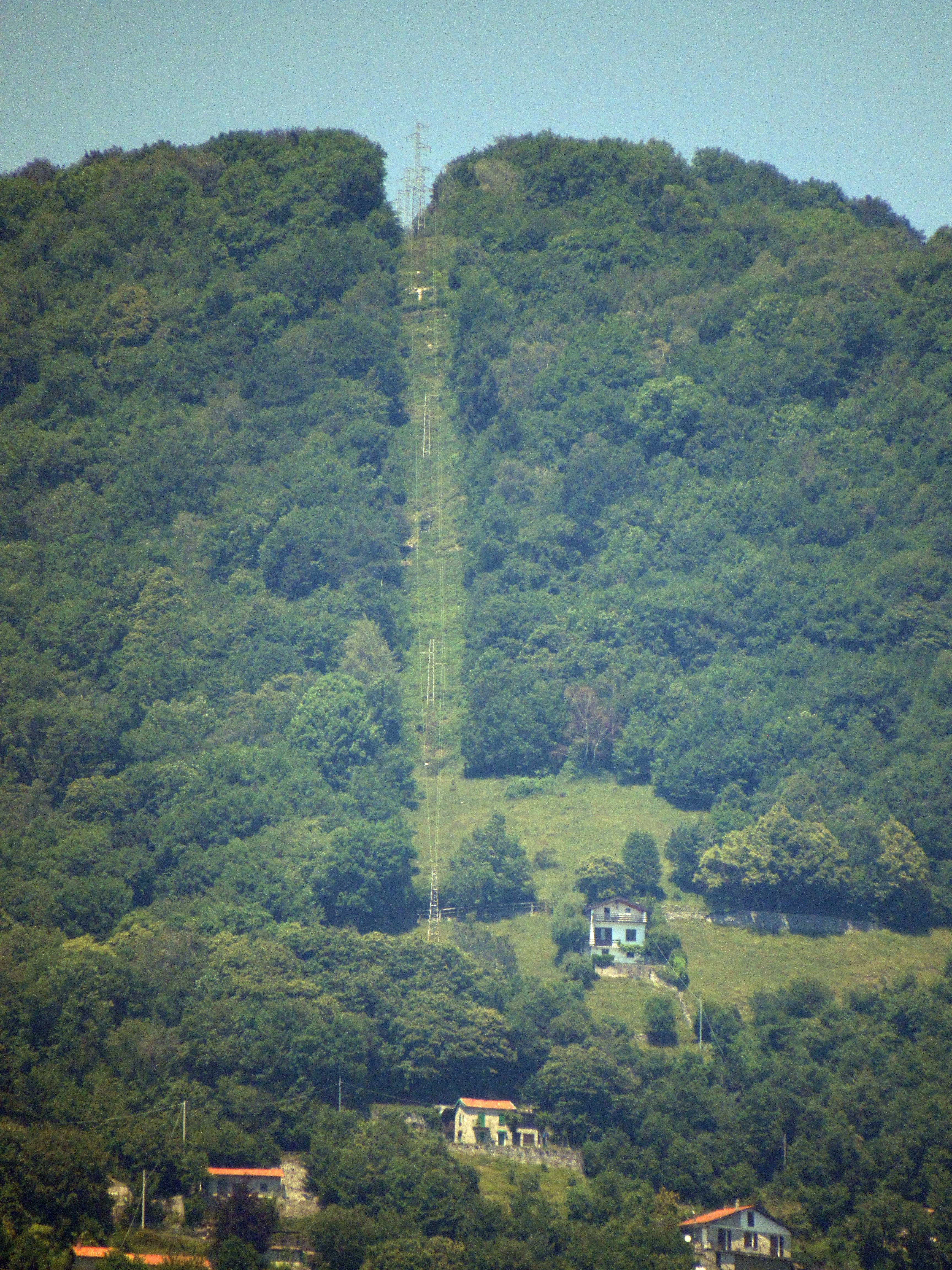
En typisk kraftledningsgata sedd på avstånd i Como i Italien. Skogen är röjd vilket gör att det ser ut som en korridor i skogen.

En ledningsgata är en röjt område i en skog längs en kraftledning eller telefonledning, liknande brandgator. Ledningsgator behöver underhållas för att minska risken för strömavbrott vid stormar.
Ledningsgatan består av en skogsgata där alla högväxande träd och buskar röjs bort. Sedan finns det sidoområden, oftast med en bredd på 10 meter, där för höga träd avverkas.